# Rochus Gliese
Rochus Gliese (* 6. Januar 1891 als Paul Wilhelm Rochus Gliese in Berlin; † 22. Dezember 1978 ebenda) war ein deutscher Bühnenbildner und Filmregisseur.

## Theater
Gliese studierte von 1909 bis 1911 in Berlin Malerei und Theatergeschichte. Er arbeitet zunächst als Kostümbildner und ab 1913 als Bühnenbildner an verschiedenen Berliner Theatern: Von 1913 bis 1914 am Deutschen Künstlertheater, 1914 am Lessingtheater, von 1915 bis 1917 an den Meinhard-Bernauer-Bühnen, 1918 am Residenztheater und von 1922 bis 1932 am Staatlichen Schauspielhaus. Er war anfangs vom Expressionismus beeinflusst, fand aber später zu einer auf die szenischen Anforderungen abgestimmte Raumgestaltung. Im Jahr 1933 ging er an das Theater in Essen, kehrte jedoch bereits im darauffolgenden Jahr nach Berlin zurück, wo er bis 1944 Theaterarbeit betrieb. Nach dem Krieg war er von 1947 bis 1949 in Potsdam tätig.
Rochus Gliese lebte in Berlin in einer Partnerschaft mit dem Schauspieler Wilfried Böhm, den er adoptierte.

## Film
Neben seiner Theaterarbeit war Gliese seit 1913 auch als Filmarchitekt, Kostümdesigner und Filmregisseur engagiert. Für Der Student von Prag entwarf er 1913 die Kostüme. Mit dem Hauptdarsteller dieses Films Paul Wegener entwickelte sich eine enge schöpferische Zusammenarbeit und Gliese war bei dessen Märchenfilmen sowohl Filmarchitekt als auch Regisseur. Bei Der Yoghi und Rübezahls Hochzeit assistierte er Wegener in dessen Funktion als Regisseur. Gliese war außerdem an allen drei Golem-Filmen Wegeners beteiligt; für den letzten, Der Golem, wie er in die Welt kam, war Gliese für die Kostüme verantwortlich.
Im Mai 1921 gründete er seine eigene Produktionsfirma, die Rochus Gliese Film GmbH (1921–1924).
Sein Filmdesign war nun vom Filmexpressionismus geprägt. Er arbeitete für vier Filme Friedrich Wilhelm Murnaus und ging mit diesem 1927 in die USA, wo er zwar für seine Arbeit für Sonnenaufgang – Lied von zwei Menschen 1929 für den Oscar nominiert war, sonst jedoch zwei Jahre eher erfolglos als Filmarchitekt arbeitete. Glieses letzte Regiearbeit war 1930 Die Jagd nach dem Glück. Nach dem Krieg arbeitete er auch für die DEFA (Ein Polterabend, 1955, Regie: Curt Bois).
Rochus Gliese erhielt 1973 das Filmband in Gold für sein Lebenswerk.

## Ausstellung
Das Schwule Museum Berlin veranstaltete 2008/09 eine Ausstellung mit dem Titel „Rochus Gliese – Regisseur, Schauspieler, Bühnenbildner: eine Hommage zum 30. Todestag“.

## Filmografie
- 1913: Der Student von Prag
- 1914: Der Golem
- 1916: Der Yoghi
- 1916: Rübezahls Hochzeit
- 1917: Die schöne Prinzessin von China
- 1917: Der Golem und die Tänzerin
- 1917: Hans Trutz im Schlaraffenland
- 1917: Der Antiquar von Straßburg
- 1918: Der Rattenfänger
- 1918: Der fremde Fürst
- 1918: Apokalypse
- 1919: Der Galeerensträfling (2 Teile)
- 1919: Malaria
- 1919: Rausch
- 1920: Steuermann Holk
- 1920: Katharina die Große
- 1920: Der verlorene Schatten
- 1922: Der brennende Acker
- 1923: Brüder (Drehbuch, Regie, Produzent)
- 1923: Mutter, dein Kind ruft!
- 1924: Die Finanzen des Großherzogs
- 1924: Komödie des Herzens
- 1925: Die gefundene Braut
- 1926: Der rosa Diamant
- 1927: Sonnenaufgang – Lied von zwei Menschen (Sunrise: A Song of Two Humans)
- 1927: The Main Event
- 1930: Die Jagd nach dem Glück
- 1955: Ein Polterabend

## Theater
- 1946: Gotthold Ephraim Lessing: Miss Sara Sampson (Theater am Schiffbauerdamm Berlin)
- 1947: 5 Freunde und Onkel Demetrius – russisches Märchen – Regie. Ausstattung: Lotte Reiniger (Theater am Schiffbauerdamm Berlin)[5]
- 1947: Don Gil von den grünen Hosen – Regie (Theater am Schiffbauerdamm)
- 1955: Friedrich Schiller: Turandot – Regie und Bühnenbild (Volksbühne Berlin)
- 1957: Franz und Paul von Schönthan: Der Raub der Sabinerinnen – Regie und Bühnenbild  (Volksbühne Berlin)
- 1957: Molière: Tartuffe – Regie und Bühnenbild (Volksbühne Berlin)